# CA-32

Mapa de la CA-32

La CA-32 es una autovía urbana conocida como Acceso Sur al Puerto de Santa María que tiene una longitud de 5,1 kilómetros y que conecta las localidades de El Puerto de Santa María y Puerto Real. Sale de Valdelagrana desde el sur y enlaza con la CA-37, recibiendo tráficos de Jerez de la Frontera y San Fernando para desembocar finalmente en un enlace de trébol con la Autopista del Sur (AP-4) que da acceso al centro urbano de Puerto Real. 
La vía es un desdoblamiento de la anterior carretera N-IV que daba acceso a Cádiz por Puerto Real y San Fernando. La duplicación de la vía se completó en 1996.

## Tramos
| Denominación | Tramo | Kilómetros | Año servicio                                                 |
| ------------ | --- | ---------- | ------------------------------------------------------------ |
| CA-32        | El Puerto de Santa María Sur - Puerto Real Norte CA-35 AP-4 Viaducto de San Pedro (sentido Oeste y variante) Tramo ampliado Nudo de Puerto Real CA-35 AP-4 | 1 5,1 -    | 1 carril por sentido: 1964 2 carriles por sentido: 1996 1971 |

## Trazado
| Velocidad | Esquema | Carriles | Salida | Sentido Puerto Real                                                             | Sentido El Puerto de Santa María                                                 | Carriles | Carretera | Notas |
| --------- | ------- | -------- | ------ | ------------------------------------------------------------------------------- | -------------------------------------------------------------------------------- | -------- | --------- | ----- |
|           |         |          |        | CA-32 Puerto Real Cádiz Jerez de la Frontera Sevilla                            | Avenida de Valdelagrana El Puerto de Santa María                                 |          |           |       |
|           |         |          |        | Viaducto río San Pedro 110 metros                                               | Viaducto río San Pedro 110 metros                                                |          |           |       |
|           |         |          |        |                                                                                 | camino de servicio                                                               |          |           |       |
|           |         |          |        | CA-37 San Fernando A-48 Algeciras Sevilla                                       | CA-37 Jerez de la Frontera Sevilla                                               |          | CA-37     |       |
|           |         |          |        | Campus Universitario de Puerto Real cementerio                                  | Campus Universitario de Puerto Real cementerio                                   |          |           |       |
|           |         |          |        | CA-35 Cádiz E-5 AP-4 Jerez de la Frontera Sevilla                               | E-5 AP-4 Jerez de la Frontera Sevilla CA-35 Cádiz                                |          | E-5 AP-4  |       |
|           |         |          |        | E-5 A-4 Puerto Real (norte) Algeciras San Fernando centro ciudad paseo marítimo | CA-32 El Puerto de Santa María CA-35 Cádiz E-5 AP-4 Jerez de la Frontera Sevilla |          |           |       |